# Етіологія (медицина)
Етіоло́гія в медицині (грец. αἰτία — причина та грец. λόγος — думати) — теоретичний розділ медицини, який вивчає причини виникнення хвороб, зокрема інфекційних. Також  часто це у вузькому розумінні визначають як окреслення безпосередньої причини хвороби, синдрому або патологічного стану. 
Виділяють такі причини хвороб:
- Механічні (закриті та відкриті травми, струс, тощо).
- Фізичні (висока або низька температура, електричний струм, тощо).
- Хімічні (промислові та побутові токсичні речовини, тощо).
- Біологічні (дія патогенних бактерій, найпростіших, вірусів, грибків, пріонів, мікробних токсинів, тощо).
- Психогенні, включаючи соціальні (війни, дискримінація, урбанізація, тощо).
- Генетичні (спадкові).